# John H. Sparks
John Herbert Sparks (* 23. April 1939 in Colchester, Essex, England) ist ein englischer Zoologe, Fernsehproduzent für Naturdokumentationen, Autor und Dozent. Er ist wissenschaftliches Mitglied der Zoological Society of London (FZS) und der Linnean Society of London (FLS).

## Leben
Nach einer Langzeitstudie über das Sozialverhalten von Tigerfinken wurde Sparks 1964 mit der Dissertation Ethology of the red avadavat with particular reference to social and sexual behaviour am Queen Mary College der University of London zum Ph.D. promoviert. Anschließend wurde er Forschungsmitarbeiter im von Desmond Morris geschaffenen Labor für Ethologie im Zoo London, wo er das Sozialverhalten von Vögeln, Nagetieren und Affen studierte. 1965 wurde Sparks Mitarbeiter der Natural History Unit (Abteilung für Naturdokumentationen) der BBC in Bristol, wo er zunächst Radioprogramme produzierte. 1968 wechselte er zum Fernsehen, wo er als Autor, Produzent und Editor an zahlreichen Naturdokumentationen beteiligt war. Dazu zählten Filme wie Seabird City (Pilotfolge der Reihe Soper at Large, 1972), Animal Design (1972), Natural Bleak (1973) und The Discovery of Animal Behaviour (1982). 1979 produzierte er die Folgen The Infinity Variety, Victors of the Dry Land, The Rise of the Mammals und Life in the Trees der 13-teiligen Naturdokumentation Life on Earth (deutsch: Planet Erde – Das Leben auf unserer Erde) von David Attenborough. Im letzteren Film hat Attenborough eine Begegnung mit Berggorillas in Ruanda, die zu den populärsten Szenen der Reihe gehört und die Sparks zunächst gar nicht drehen wollte, weil sie ihn zu sehr an die Fernsehserie Animal Magic (1962–1984, mit Tony Soper und Johnny Morris) erinnerte. Für Life on Earth wurden die Produzenten Sparks, Christopher Parsons und Richard Brock 1980 in der Kategorie Beste Dokumentarserie für den British Academy Television Award nominiert. Von 1983 bis 1988 war Sparks Leiter der Natural History Unit. Gemeinsam mit Nigel Marven produzierte Sparks die sechsteilige Dokumentation Realms of the Russian Bear, die 1992 im Rahmen der Dokumentarfilmreihe Nature ausgestrahlt und 1993 auf dem Jackson Hole Wildlife Film Festival ausgezeichnet wurde.
Seit 1998 arbeitet Sparks als Treuhänder für die Naturschutzorganisation The Gaia Trust.

## Werke (Auswahl)
- 1968: Penguins (mit Tony Soper)
- 1969: Bird Behaviour (deutsch: Vögel und ihr Verhalten, Delphin Verlag, 1969)
- 1972: The Treasury of Birds (mit John A. Burton, Malcolm Ellis, Ian Prestt, David Saunders, Karen Eastman und Whitney Eastman)
- 1973: Animals in Danger (deutsch: Bedrohte Tierwelt, Delphin Verlag, 1973)
- 1975: Owls: Their Natural and Unnatural History (mit Tony Soper)
- 1975: The Living Earth: The Air Around us
- 1976: Worlds Apart: Nature in Cities and Islands (mit John A. Burton)
- 1976: The Living Earth: Island life
- 1977: The Sexual Connection: Mating the Wild Way
- 1982: The Discovery of Animal Behaviour
- 1990: Parrots: A Natural History (mit Tony Soper)
- 1992: Realms of the Russian Bear (deutsch: Im Reich des russischen Bären: eine Naturgeschichte Russlands und der zentralasiatischen Republiken, Egmont vgs Verlagsgesell., 1993)
- 1998: Battle of the Sexes - The Natural History of Sex